# سفارة سلوفينيا في الولايات المتحدة
سفارة سلوفينيا في الولايات المتحدة هي أرفع تمثيل دبلوماسي لدولة سلوفينيا لدى الولايات المتحدة. تقع السفارة في شمال غربي واشنطن العاصمة وهي تهدف لتعزيز المصالح السلوفينية في الولايات المتحدة.

## وصلات خارجية
- الموقع الرسمي
- قائمة سفارات سلوفينيا
- قائمة السفارات في الولايات المتحدة